# Filipendula vulgaris
Filipendula vulgaris là loài thực vật có hoa trong họ Hoa hồng. Loài này được Moench mô tả khoa học đầu tiên năm 1794. Loài này được tìm thấy trên các đồng cỏ khô trên phần lớn Châu Âu và Trung và Bắc Á chủ yếu là trên đá vôi.
Các lá và rễ nghiền nát có mùi thơm của dầu cây thạch nam (methyl salicylate).

## Hình ảnh

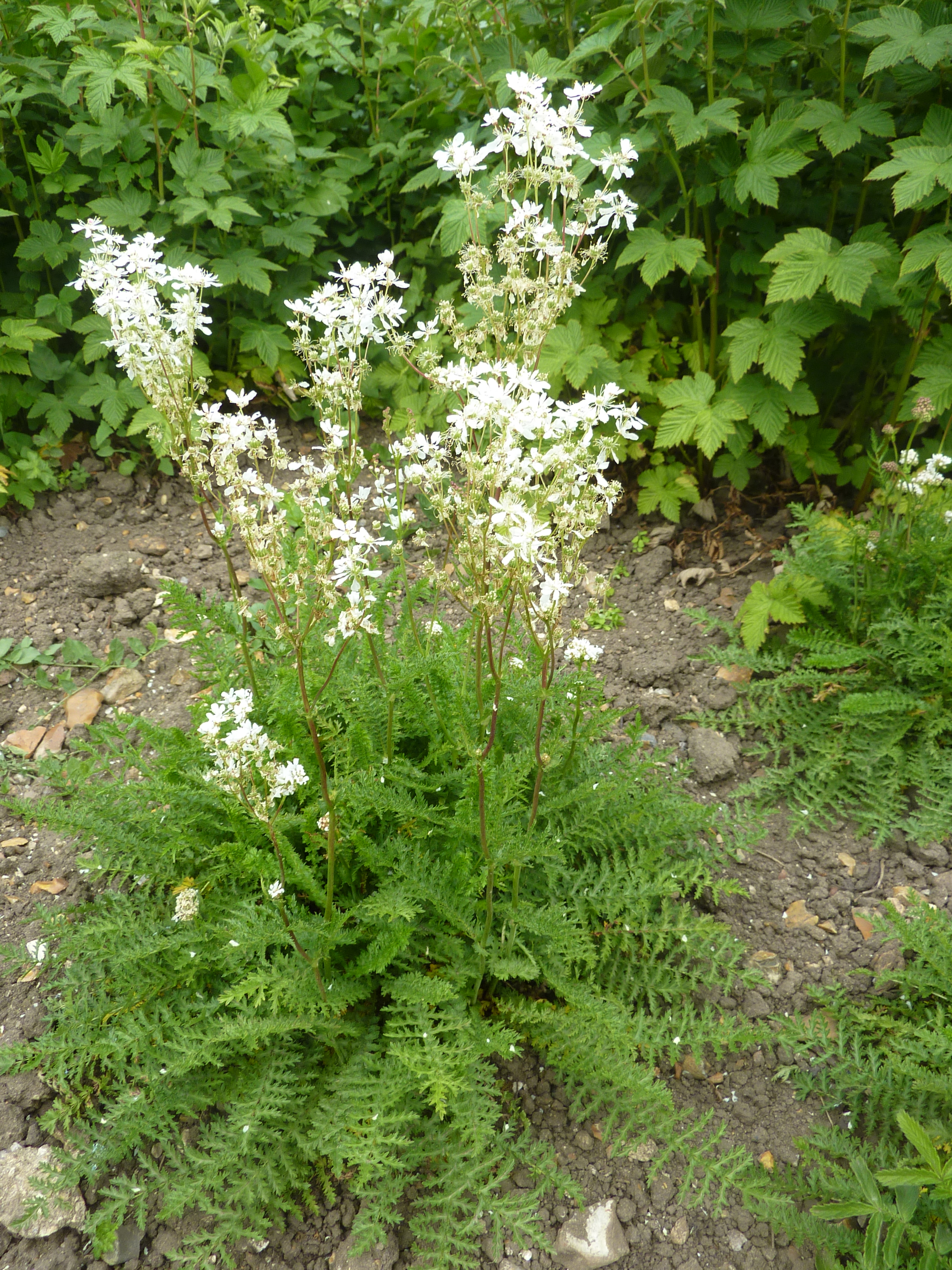
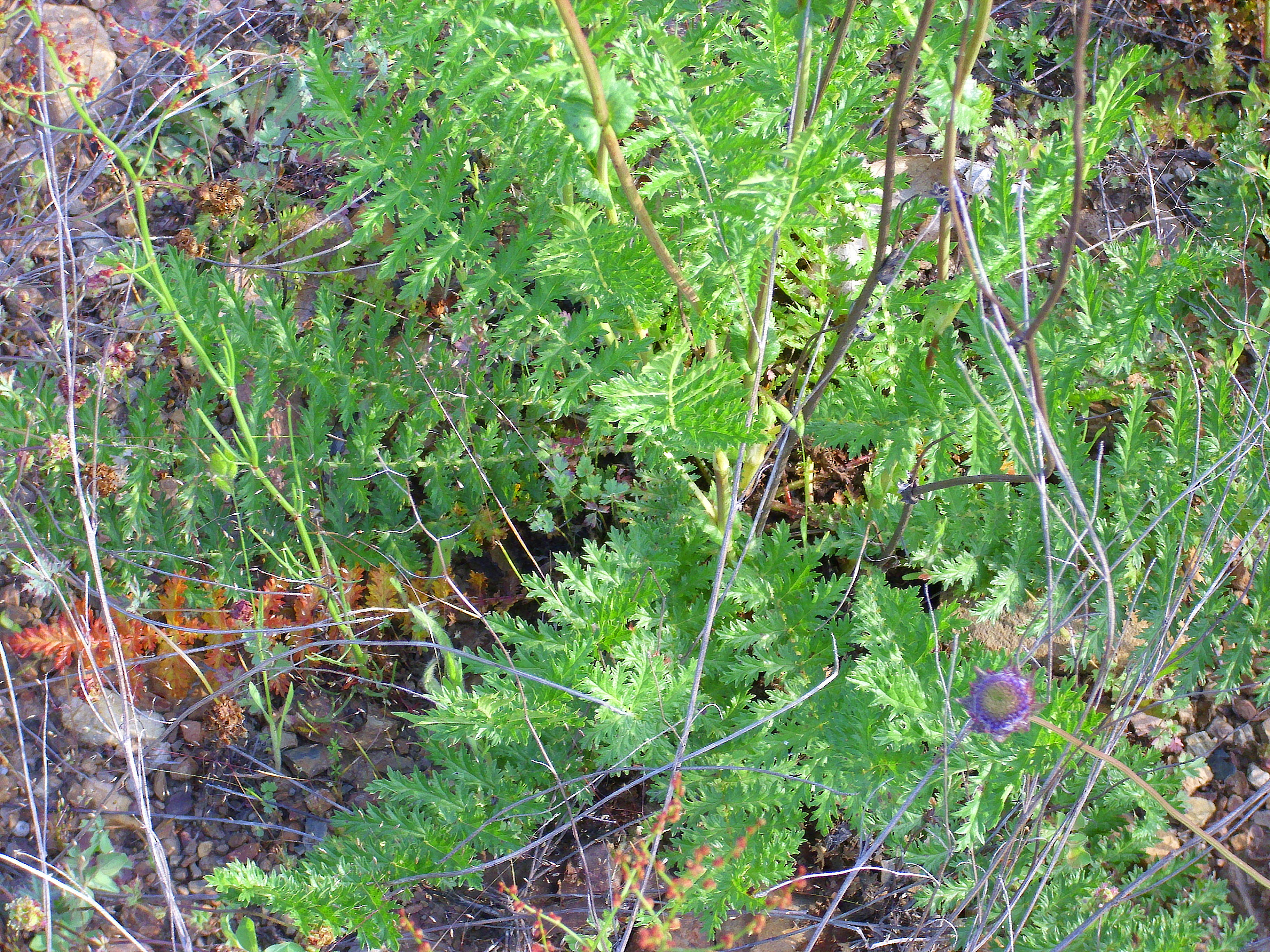
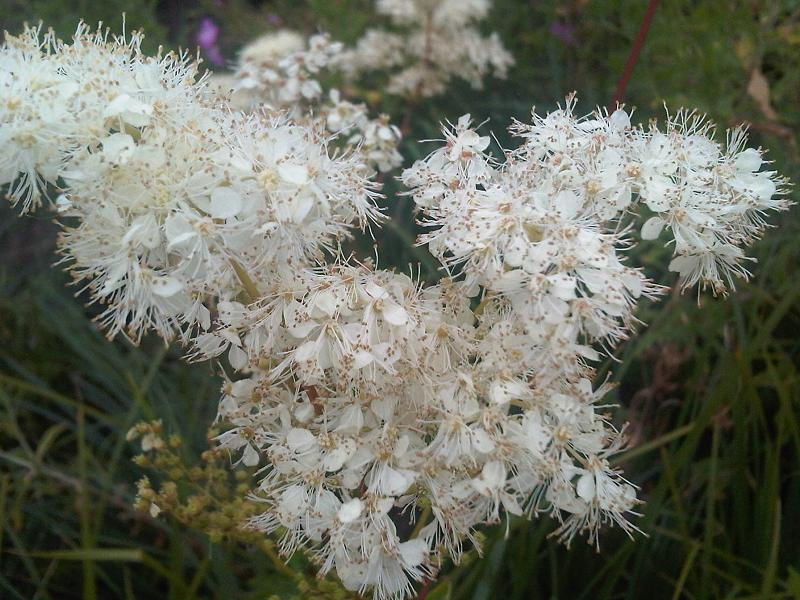